# Championnats du monde de ski de vitesse 2017
Navigation
Grandvalira 2015 Vars 2019
Les Championnats du monde de ski de vitesse 2017 se sont déroulés du 24 au 26 mars 2017 à Idre Fjall (Suède) sous l'égide de la fédération internationale de ski. C'est la première fois qu'ils sont organisés à Idre Fjall.
Un titre est décerné dans chaque catégorie :
- S1 (Speed One) : la catégorie-reine (avec équipements spéciaux)
- SDH (Speed Downhill) : l'anti-chambre de la catégorie S1 (avec équipement de descente de ski alpin) - 2017 est la dernière année d'attribution d'un titre mondial pour cette catégorie
- SDHJ : les juniors (U21 : moins de 21 ans)

## Participants
70 participants de 17 nationalités différentes
| Amerique du Nord                                                                    | Amerique du Nord                                                                   | Amerique du Nord |
| ----------------------------------------------------------------------------------- | ---------------------------------------------------------------------------------- | ---------------- |
| - États-Unis                                                                        |                                                                                    |                  |
| Europe (16 pays)                                                                    |                                                                                    |                  |
| - Allemagne - Autriche - Belgique - Danemark - Espagne - Finlande - France - Italie | - Pologne - Royaume-Uni - Russie - Slovaquie - Suède - Suisse - Tchéquie - Ukraine |                  |

## Piste
| Nom                | Chocken |
| Altitude de départ | 872 m   |
| Altitude d’arrivée | 711 m   |
| Dénivellation      | 161 m   |
| Longueur totale    | 680 m   |
| Longueur utile     | 400 m   |
| Pente maximum      | 00100 % |
| Pente moyenne      | 00      |

## Podiums

### Hommes
| Épreuves | Or               | Argent             | Bronze               |
| -------- | ---------------- | ------------------ | -------------------- |
| S1       | Bastien Montes   | Manuel Kramer      | Klaus Schrottshammer |
| SDH      | Gregory Meichtry | Sebastien Lindblom | Marc Amann           |
| Juniors  | Ugo Portal       | Alvaro Garcia      | Jonatan Brunnberg    |

### Femmes
| Épreuves | Or                | Argent                 | Bronze            |
| -------- | ----------------- | ---------------------- | ----------------- |
| S1       | Valentina Greggio | Karine Dubouchet-Revol | Lisa Hovland-Udén |
| SDH      | Cléa Martinez     | Justine Theillet       | Nicoline Nielsen  |
| Juniors  | Mathilda Persson  | Ludivine Toche         | Anaïs Builles     |

## Résultats détaillés

### Hommes S1
| Rang               | Skieur               | Vitesse     |
| ------------------ | -------------------- | ----------- |
| Médaille d'or      | Bastien Montes       | 176.83 km/h |
| Médaille d'argent  | Manuel Kramer        | 176.66 km/h |
| Médaille de bronze | Klaus Schrottshammer | 176.03 km/h |
| 4                  | Simone Origone       | 175.54 km/h |
| 5                  | Jukka Viitasaari     | 174.72 km/h |
| 6                  | Christian Jansson    | 174.50 km/h |
| 7                  | Ivan Origone         | 174.23 km/h |
| 8                  | Radek Cermak         | 173.15 km/h |
| 9                  | Simon Leitner        | 172.72 km/h |
| 10                 | Jimmy Montes         | 172.00 km/h |

|                     |
| Résultats officiels |

### Femmes S1
| Rang               | Skieuse                | Vitesse     |
| ------------------ | ---------------------- | ----------- |
| Médaille d'or      | Valentina Greggio      | 171.50 km/h |
| Médaille d'argent  | Karine Dubouchet-Revol | 170.76 km/h |
| Médaille de bronze | Lisa Hovland-Udén      | 169.18 km/h |
| 4                  | Britta Backlund        | 167.04 km/h |
| 5                  | Hanna Matslofva        | 167.00 km/h |
| 6                  | Célia Martinez         | 165.18 km/h |
| 7                  | Sofia Hedgren          | 160.58 km/h |

|                     |
| Résultats officiels |